# Timolin
Timolin (en irlandais, Tigh Mo Linne, la maison de Moling) est un village au sud du comté de  Kildare, en Irlande.
Timolin est situé à proximité de la route R448, l'ancienne N9 (maintenant contournée par l'autoroute M9), à environ 80 km au sud de Dublin.
C'est un petit village de moins de 100 habitants.
On y trouve un commerce de détail et deux pubs. Le village est situé à proximité de Moone High Cross Inn, l'auberge locale. Le village le plus proche de Timolin est Moone , à moins d'un kilomètre au sud.

## Transports en commun
Le village est desservi par la ligne de bus 880, exploitée par la compagnie locale de  Kildare pour le compte de la National Transport Authority. Plusieurs bus circulent tous les jours, même le dimanche, reliant le village à Castledermot, Carlow et Naas ainsi qu'aux villages de la région.

## Histoire
Pendant les guerres confédérées irlandaises des années 1640, Timolin fut le théâtre d'un massacre notoire. Une maison forte du village, dans laquelle de nombreux civils s'étaient réfugiés, a été attaquée par une armée commandée par Ormonde. Après sa capture, environ 200 civils ont été tués.[réf. nécessaire]